# ТБ-3
Туполев ТБ-3 (известен и като АНТ-6) е тежък бомбардировач, използван от ВВС на СССР през 1930-те години и от времето на Втората световна война. Това бил първият в света четиримоторен самолет със свободноносещо крило. Използвал се е и за превоз на леки танкове. Общо са построени 819 броя.

## История на създаването
През 1925 година ВВС на СССР отправя заповед до ЦАГИ за разработването на тежък бомбардировач с голяма мощност на двигателите – 2000 к.с. с колесник или ски. ОКБ Туполев започва работата над проекта през 1926 година. За основа бил взет ТБ-1 отначало с двигатели Кьотсис В-1570 (Curtiss V-1570) „Завоевател“ (590 к.с. всеки), като при производството се планирало замяната им с Микулин М-17 (модифицирани БМВ VI). Експерименталния модел с шаси на ски бил изпитан на 21 март 1930 година, полета се извършил от Михаил Михайлович Громов. На 20 февруари 1931 година започнало серийното производство на АНТ-6 с двигатели М-17
Прототипът бил преоборудван с двигатели, разработени от ЦАГИ БМВ VI 500 (720 к.с.) с увеличени радиатори и постоянен ъгъл на атаката на крилата. Едноколесното шаси създавало проблеми и било заменено с триколесно с размер на колелата 1350x300 мм. Първата модификация преди началото на производството било наречена ТБ-3-4М-17, която излетяла за първи път на 4 януари 1932 година под управлението на А. Б. Юмашев и И. Ф. Петров. Изведнъж се разбрало, че пуснатият за производство самолет е с 10 – 12% по-тежък от прототипа, което значително повлияло на техническите характеристики. Заводът предложил на своите работници да дават предложения за варианти за сваляне на масата на самолета, като за всеки свален килограм щели да бъдат платени 100 рубли. Съвместно с ОКБ Туполев масата била свалена с почти 800 кг.
През 1933 година била увеличена обтекаемостта на един ТБ-3-4М-17Ф – били свалени бомбените установки и картечните гнезда, като също така били поставени обтекатели на шасито. Всичко това довело до увеличение на максималната скорост с 4,5%, както и радиуса на бойните действия. Туполев направил извода, че увеличаването на обтекаемостта на големите и бавни самолети води само до положителни неща. По-нататъшната работа по този аспект довела до това, че през 1935 година била увеличена скоростта с 5,5%, а практическият таван с 27,5%. Този самолет бил оборудван с четири експериментални еднолопатни пропелера, довело до увеличение на скороподемността на самолета.
Рекордни полети
- ТБ-3-4М-34Р летял 18 часа и 30 минути.
- ТБ-3-4АМ-34ФРН пилотиран от А. Б. Юмашев направил няколко рекорда за превоз на товар на голяма височин:
  - 11 септември 1936 година – 5000 кг на височина 8116 м, подобрено до 8980 м 28 октомври.
  - 16 септември 1936 година – 10000 кг на височина 6605 м
  - 20 септември 1936 година – 12000 кг на височина 2700 м

## Конструкция
ТБ-3 бил целометалически стоманен моноплан. Рамката е била конструирана от V-образни греди покрити с износоустойчива гофрирана ламарина с дебелина от 0,3 м до 0,8 м. Свободноносещото крило се поддържало от четири стоманени въжета. През 1934 година размаха на крилата бил увеличен от 39,5 м на 41,85 м. В самолета вече можело да се ходи с меки обувки без опасност от повреда на обшивката. Механизацията на крилата се осъществявала с помощта на кабели. В случай на повреда на единия двигател самолета имал система за уравновесяване на мощността на останалите двигатели. Неприбиращата се предна стойка нямала спирачка. Горивните резервоари нямали защита от протичане и пожар. Двигателите М-17 били разчетени за максимална далечина на полета от 3250 км без подмяна на свещите и карбураторите. Самолета имал защита от 5 картечници – една на носа, две от горната част на фюзелажа по средата и по една прибираща се под всяко крило. В последната модификация едното картечно гнездо било преместено в близост до задните стабилизатори.
|  | Уикипедия разполага с Портал:Авиация |